# Nyotini
Nyotini là một thị xã và là một nagar panchayat của quận Unnao thuộc bang Uttar Pradesh, Ấn Độ.

## Nhân khẩu
Theo điều tra dân số năm 2001 của Ấn Độ, Nyotini có dân số 7120 người. Phái nam chiếm 52% tổng số dân và phái nữ chiếm 48%. Nyotini có tỷ lệ 43% biết đọc biết viết, thấp hơn tỷ lệ trung bình toàn quốc là 59,5%: tỷ lệ cho phái nam là 52%, và tỷ lệ cho phái nữ là 34%. Tại Nyotini, 18% dân số nhỏ hơn 6 tuổi.